# Crampón
Los crampones son unos dispositivos metálicos de tracción que se colocan en la suela de determinados tipos de bota para posibilitar o mejorar la adherencia de ésta a superficies heladas o nevadas.
Están formados por una estructura de la misma medida que la suela de la bota a la que se adaptan. De la parte inferior de esta estructura salen una serie de "puntitas" afiladas que son las que penetran en el hielo. Esas puntas siempre están formadas de la misma pieza de metal que la estructura. El largo de la estructura es variable y se puede adecuar a la medida de la bota. Hace falta un mantenimiento esmerado de puntas, vallas y correas. 
Se acostumbra que los crampones tengan en su parte inferior unas láminas de goma o plástico que impiden que la nieve fría se adhiera y forme los peligrosos panes que –al ganar volumen– podrían impedir finalmente el contacto entre el crampón y la nieve. Estos elementos son conocidos como antizuecos.

## Tipos de crampones
Existen varios tipos de crampones, según el uso a que sean destinados:

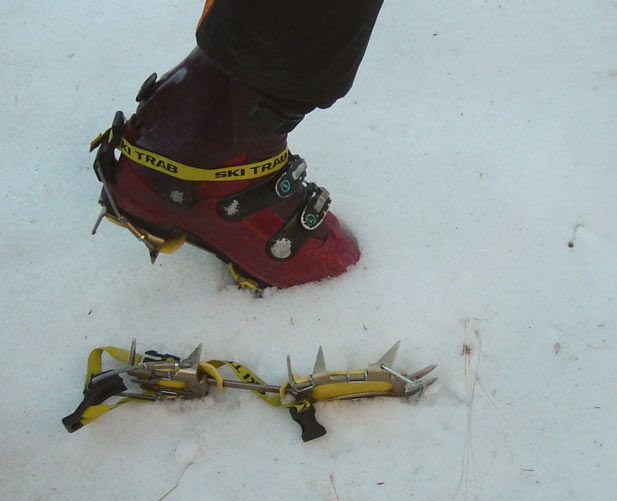
Crampones de aluminio y tope rápido. Se puede ver el antiboot de color amarillo.

- Crampones de aluminio, de diez o doce puntas. Son del tipo de tope rápido, sin más que una débil correa destinada a impedir la apertura accidental del tope de la talonera. Sólo se utilizan en botas rígidas, habitualmente las de esquí de montaña.

- Crampones de acero, de doce puntas y tope rápido. Están destinados a botas rígidas de alta montaña, de alpinismo o escalada en hielo. Tienen también correas para el aseguramiento del tope de la talonera y que además aseguran la puntera, puesto que se cierran entre los dos extremos y por encima de la bota. Esto es así porque en alpinismo el trato que recibe este material es a veces muy violento y es vital impedir que se suelten repentinamente.

- Crampones de acero, de doce puntas y de correas, son los crampones destinados a botas flexibles o semi-rígidas, pero estos no tienen tope de ninguna clase y se han de afianzar al pie con correas que se pasan sobre la bota de un lado al otro y de delante a atrás. Son incómodas de meter y de sacar y mientras se utilizan es frecuente tener que tensar las correas a menudo. Otro factor de incomodidad es la presión que las correas hacen sobre el pie. A pesar de sus inconvenientes son la única opción razonablemente segura para equipar botas flexibles o de marcha.

Pese a que la incompatibilidad entre las botas flexibles y los crampones de tope rápido es evidente y muy fácil de experimentar, es posible encontrar al mercado botas de esta clase y con las entalladuras precisas para adaptar los topes de los crampones, cosa que de ninguna forma garantizaría que se puedan utilizar.

## Partes de un crampón
Existen cuatro partes diferenciadas en los crampones, las puntas, los antibots, las fijaciones y el esqueleto. Las características de cada una de estas partes hacen más conveniente su uso para cada modalidad del montañismo.
¿Que crampón elegir?
| Crampones de marcha o randonée | Crampones clásicos | Crampones técnicos |
| --- | --- | --- |
| Ideales en pendientes suaves. Son ligeros, articulados y suelen tener 10 puntas. Existen modelos hiper-ligeros en aluminio que, dada su fragilidad, suelen usarse en la mayoría de ocasiones para esquí de montaña. El sistema de fijación recomendado es el de correas independientes para talón y empeine para conseguir adaptarlo a todo tipo de calzado, incluso en botas de trekking. | Son los más polivalentes para todos los terrenos. Estructura clásica con 12 puntas, articulados o semi-rígidos y con fijación por lo general de correas o mixta, aunque también los hay con fijación rápida. | Los mejor adaptados a la escalada extrema de paredes verticales y casc adas heladas. Son rígidos o semi-rígidos. El sistema de fijación es por lo general automático y las puntas frontales son específicas, con perfil vertical para cascada e incluso con una sola punta. Estas puntas dan un rendimiento excelente en hielos de fusión, pudiendo ser intercambiadas en algunos modelos. Las puntas delanteras están proyectadas en diagonal hacia adelante. |